# Miomantis affinis
Miomantis affinis är en bönsyrseart som beskrevs av Sjöstedt 1909. Miomantis affinis ingår i släktet Miomantis och familjen Mantidae. Inga underarter finns listade i Catalogue of Life.